# Cheam Range
Die Cheam Range (ausgesprochen ʃiːˈæm oder ʃiːˈɛm) ist ein Gebirgszug in der Region Fraser Valley im Lower Mainland von British Columbia nahe den Städten Chilliwack und Vancouver. Die Kette ist Teil der Skagit Range in den Canadian Cascades und umfasst mehrere zerklüftete Gipfel.
Die westlichen Gipfel der Kette – Cheam Peak, Lady Peak, Baby Munday Peak und Stewart Peak – sind in der Fraser-Valley-Region, von wo aus sie zu sehen sind, als die „Vier Schwestern“ wohl bekannt. Die östlichen Gipfel werden wegen ihrer Nähe zur aufgegebenen Lucky Four Mine auch als „Lucky Four Group“ bezeichnet;:287:144–152 der Gletscher in dem von Welch und Foley Peak geformten Kartal wird Lucky Four Glacier genannt. Foley, Welch und Stewart Peak erinnern an die Partner der gleichnamigen Firma (Foley, Welch and Stewart), einem bedeutenden Bauunternehmen im frühen British Columbia, das für den Bau der Pacific Great Eastern Railway und weiterer Projekte verantwortlich war.
Der höchste Punkt der Kette ist der Welch Peak.

## Gipfel

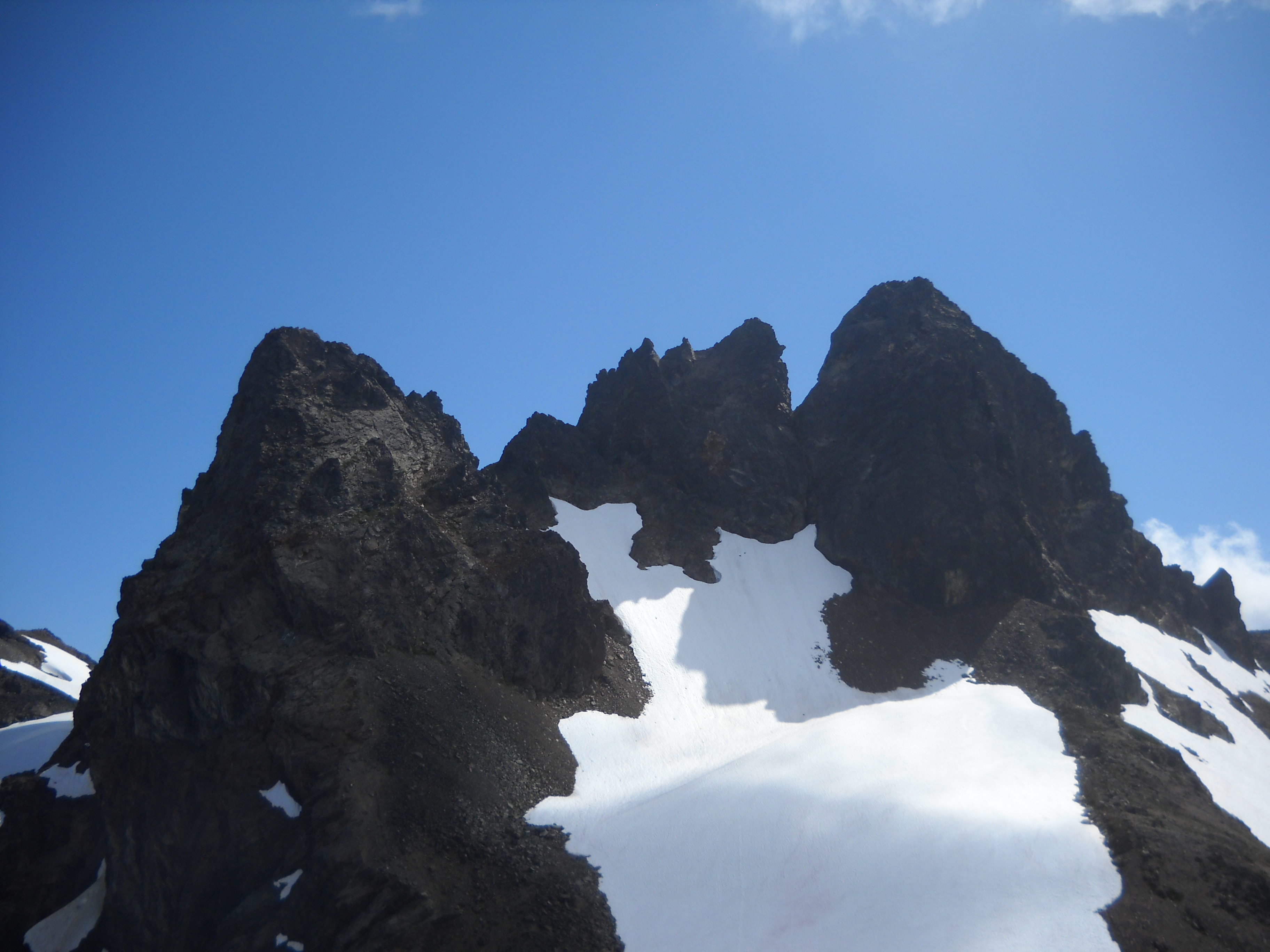
Der Baby Munday Peak vom Gipfel des Knight Peak aus

- Cheam Peak – 6.903 ft (2.104 m) – 49° 11′ N, 121° 41′ W[4]
- Lady Peak – 7.146 ft (2.178 m) – 49° 11′ N, 121° 40′ W[5]
- Knight Peak – 7.333 ft (2.235 m) – 49° 10′ N, 121° 38′ W[6]
- Baby Munday Peak – 7.382 ft (2.250 m) – 49° 10′ N, 121° 38′ W[7]
- Stewart Peak – 7.343 ft (2.238 m) – 49° 10′ N, 121° 37′ W[8]
- The Still – 7.536 ft (2.297 m) – 49° 10′ N, 121° 37′ W[9]
- Welch Peak – 7.940 ft (2.420 m) – 49° 10′ N, 121° 36′ W[10]
- Foley Peak – 7.523 ft (2.293 m) – 49° 10′ N, 121° 35′ W[11]